# 李鉄拐

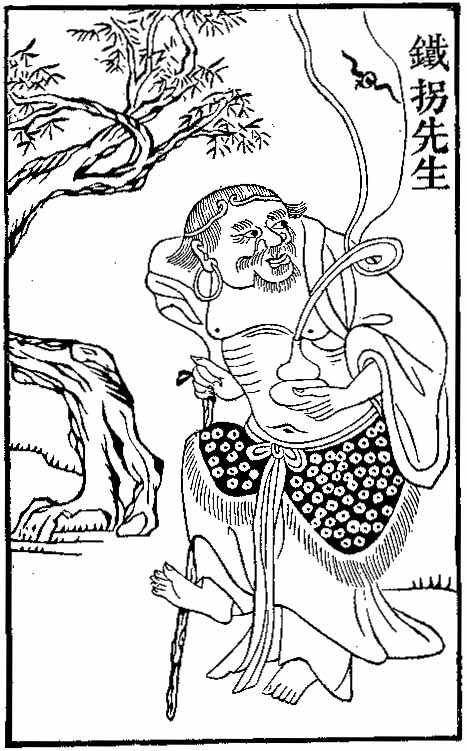
李鉄拐

李鉄拐（り てっかい）は、中国の代表的な仙人である八仙の一人。鉄拐李とも呼ばれる。
名は玄、凝陽、洪水、岳など諸説ある。
鉄拐とは、彼の幼名であるとする説や、足が不自由で鉄の杖をついていたためという説がある。
暗八仙は葫蘆（瓢箪）。
絵ではボロボロの服を着て足の不自由な物乞いの姿をしていることが多いが、もとはがっしりとした体格の道士であった。二十歳の頃から仙道を志すようになり、ある日、太上老君に崋山で逢うことになり、魂を遊離させ、逢いに行くことにした。そこで、彼が帰ってくるまでの七日間の間、魂の抜けた身体を見守るよう弟子に言いつけ、もし七日経っても帰ってこなければ身体を焼くように言った。しかし、六日目に弟子の母が危篤との知らせを受けて、弟子は鉄拐の身体を焼き、母の元に行ってしまった。鉄拐が戻ってきてみると、自分の身体は既に焼かれていた。彼は近くに足の不自由な物乞いの死体を見つけ、その身体を借りて蘇った。
兵法三十六計の一つ、借屍還魂は、この逸話をもとにした計略である。
また、西王母に師事して東華教主となり、漢鍾離を得道させたという説もある。
ほかにも岳寿という小役人が李屠という者の体を借りて李鉄拐になったという話もある。鄭州奉行所の都孔目（裁判官）である岳寿は、悪の限りを尽くし、私腹を肥やして地獄に落ちてしまったが、生前、一つだけいいことをしていたことから呂洞賓に地獄から助け出された。しかし、死体は既に焼かれており、仕方なく死んだばかりの鄭州東城門内の肉屋である李屠の息子の小李屠に乗り移ったところ、小李屠は足が悪かったことから、杖をつくようになった。
蝦蟇仙人と合わせて「蝦蟇鉄拐（がまてっかい）」として、画題の一つとなっている。

## 参考・外部リンク
- 『李鉄拐』 - コトバンク
- 蝦蟇鉄拐図 - 京都国立博物館
- 神仙列伝－八仙之巻－
- 李鉄拐 - ウェイバックマシン（2012年11月11日アーカイブ分）[リンク切れ]
- 鐵拐李（webアーカイブ）[リンク切れ]
- Days...: 中国の仙人２[リンク切れ]
- 八仙東遊記０１[リンク切れ]
- 八仙・二階堂研究室[リンク切れ]